# 成田愛
成田 愛（なりた あい、1984年12月23日 - ）は、日本の女優、AV女優、グラビアアイドル、タレント。
東京都出身、プライムエージェンシー所属。

## 略歴・人物
2002年にデビュー。
2009年、映画『Ｍの呪縛』で銀幕デビュー。
趣味は格闘技観戦。特技はダンス。
事務所の社長がマネージャーをしている。
・陽気な性格で、怒るという感情を忘れてしまうという。
・とある現場の進行台本に成田愛ではなく羽田愛と書かれており、「残念成田」とのあだ名がつく。

## 出演

### テレビ
- ジャクソン（テレビ東京、2002年）
- チャンネプ（テレビ朝日、2002年）
- ロンドンハーツ（テレビ朝日、2002年）
- 東京女事務所（テレビ東京、2002年）
- やるヌキッ!祭（テレビ東京、2003年）
- ぷらちなロンドンブーツ（テレビ朝日、2003年）
- オニ発注（読売テレビ、2008年）

### テレビドラマ
- 猿ロック（読売テレビ、2009年7月） - AV女優役

### 映画
- Mの呪縛（2009年1月、新東宝映画、新里猛監督） - 主演 高橋茉莉 役
- コンビニ無法地帯　人妻を狩れ（2009年、OP株式会社、国沢実監督） - 主演 光岡舞 役
- OL空手乳悶　奥まで突き入れて（2009年、OP株式会社、国沢実監督） - 主演 芳川美紀 役
- THEレイパー〈闇サイト編〉美姉妹・肌の叫び（2010年、OP株式会社、国沢実監督） - 主演 矢神真奈 役
- UNDERWATER LOVE -おんなの河童-（2011年10月8日公開、いまおかしんじ監督、撮影・クリストファー・ドイル） - 島麗子 役
- アイアンガール ULTIMATE WEAPON[3]（2015年）- 川崎ナナ 役

### ラジオ
- SUNTORY SATURDAY WAITING BAR（TOKYO FM、2008年12月）

### CM
- ふかひれコラーゲン（2003年）
- VIDE（2008年、ジュエリー）

### 舞台
- 「ASIAN BUTTERFLY」 成田愛舞台初出演（メイ役、2007年3月）

### 雑誌
- 「週刊ヤングジャンプ」（集英社）
- 「ホットドッグ・プレス」（講談社）
- 「週刊ヤングジャンプ」（集英社）（2003年）
- 「FLASH」（光文社）（2009年5月）
- 「EX MAX」（ぶんか社）（2009年6月）

### WEB
- 「月刊モバイル・アクトレス」グラビア掲載（2011年6月、撮影・イワタ）
- スパローズのギリギリアウツ!?（2013年に2回ほど、ニコジョッキー）キャッチフレーズは「成田でごめんね。」
  - 2015年12月24日には対決特番「♯161成田愛対桃宮ももクリスマス対決!SP」が放送された。
- ジョッキー5周年記念2時間特別番組「学力テスト」（ニコジョッキー、2016年9月）

### イベント
- 「東京ゲームショウ」TECMOブース（2003年）
- 「東京モーターショー」ジャガーブース（2003年）

## 作品

### アダルトビデオ
- Ai 映画女優の裸体（2013年11月、グラッツコーポレーション）
- AV女優 成田愛（2014年1月10日、アリスJAPAN）
- はじめての絶頂 成田愛（2014年3月14日、アリスJAPAN）
- レイプ狂い 成田愛（2014年5月9日、アリスJAPAN）
- 本能を呼び覚ます濃厚なる4つのSEX 成田愛（2014年7月11日、アリスJAPAN）
- 人間廃業 成田愛（2014年9月12日、アリスJAPAN）